# Disney's PK: Out of the Shadows
Disney's PK: Out of the Shadows (también conocido como Disney's Donald Duck PK a secas en Europa o PK) es un videojuego protagonizado por el Pato Donald para PlayStation 2 y GameCube. Fue creado por Ubisoft en 2002.
- Datos: Q2601200